# Wattenwil
Pour les articles homonymes, voir Wattenwyl.
Wattenwil est une commune suisse du canton de Berne, située dans l'arrondissement administratif de Thoune.

Photo aérienne prise à 600 m par Walter Mittelholzer (1925)

## Patrimoine bâti
Église protestante élevée par Abraham Dünz l'Aîné (1683).